# ジョナサン・トゥイート
ジョナサン・トゥイート（Jonathan Tweet）はアメリカのゲームデザイナー。
en:Ars Magica、en:Everway、Over the Edge、en:Talislanta、『ダンジョンズ&ドラゴンズ第3版』などのロールプレイングゲーム、またトレーディングミニチュアゲームen:Dreambladeの開発に携わってきた。

## 生い立ち
1970年代に父が彼に『ダンジョンズ&ドラゴンズ』を与えてくれたことをきっかけにD&Dを遊びはじめた。彼は大学生のグループと短期間プレイしたが、彼曰く「でもダンジョンマスターは僕を殺した...12歳の子供をグループに入れたくなかったからだ。」

トゥイートはクラスメートを集めて、自分のゲームグループを結成した。

## キャリア
1987年、トゥイートは中世の魔法使いを中心に取り扱ったロールプレイングゲームen:Ars Magicaをデザインした。1992年には同じくRPGOver the Edgeをデザインし、これは自由形式のルールと主観的なアプローチを含んだ。
トゥイートはまた『ダンジョンズ&ドラゴンズ第3版』のデザインを手伝った。トゥイート、モンテ・クック、そしてスキップ・ウィリアムズの全員が第3版のen:Players Handbook、en:Dungeon Master's Guide、anden:Monster Manualに貢献し、そして各デザイナーは、それらの貢献に基づいて書籍を書いた。2008年12月2日、彼はウィザーズ・オブ・ザ・コーストからレイオフされた一人になった。
2007年、彼はオリジン賞の名誉の殿堂に加えられた。

## 概観
グレードの学校から無神論者で、トゥイートは宗教上の彼の見解に多くの彼の個人的なウェブサイトの内容を注いできて、今en:Roman Catholic Churchで問題になっている。